# Paracorallium salomonense
Paracorallium salomonense är en korallart som först beskrevs av Thomson och Mackinnon 1910.  Paracorallium salomonense ingår i släktet Paracorallium och familjen Coralliidae. Inga underarter finns listade i Catalogue of Life.